# Чемпионат России по боевому самбо 2012
Чемпионат России по боевому самбо 2012 года проходил в Москве с 3 по 5 февраля. В соревнованиях участвовали 232 спортсмена.

## Медалисты
| Весовая категория | Золото                                     | Серебро                               | Бронза                                                                    |
| ----------------- | ------------------------------------------ | ------------------------------------- | ------------------------------------------------------------------------- |
| до 52 кг          | Амыр Бакрасов Алтайский край               | Семён Тайпинов Омская область         | Эрадж Рахимов Ярославская область Артуш Асрян Карелия                     |
| до 57 кг          | Али Багаутинов Москва                      | Курбан Магомедов Саратовская область  | Анатолий Стишак Санкт-Петербург Вячеслав Гагиев Северная Осетия           |
| до 62 кг          | Эжер Енчинов Алтайский край                | Адам Талдиев Санкт-Петербург          | Максим Рожков Нижегородская область Боходир Бокиев Иркутская область      |
| до 68 кг          | Руслан Гасанханов Дагестан                 | Мурад Мачаев Москва                   | Рашад Мурадов Карелия Артур Тархатов Алтайский край                       |
| до 74 кг          | Александр Панов Саратовская область        | Андрей Калинин Санкт-Петербург        | Ислам Махачев Нижегородская область Артур Зайнуллин Башкортостан          |
| до 82 кг          | Алексей Иванов Москва                      | Баир Омоктуев Бурятия                 | Магомед Магомедов Москва Сергей Яковлев Нижегородская область             |
| до 90 кг          | Вячеслав Василевский Нижегородская область | Султан Алиев Дагестан                 | Вадим Немков Белгородская область Максим Футин Нижегородская область      |
| до 100 кг         | Михаил Мохнаткин Санкт-Петербург           | Денис Гольцов Санкт-Петербург         | Абдулкерим Эдилов Москва Станислав Мирзамагомедов Москва                  |
| свыше 100 кг      | Фёдор Емельяненко Белгородская область     | Александр Емельяненко Санкт-Петербург | Алексей Князев Забайкальский край Кирилл Сидельников Белгородская область |